# Каведоне, Джакомо
Джакомо Каведоне (итал. Giacomo Cavedone, 1577, Сассуоло близ Модены — 1660) — итальянский живописец болонской школы.
Джакомо Каведоне родился в Сассуоло, недалеко от Модены, в 1577 году. Ученик своего отца, а также Пассаротти. Получил трехлетнюю стипендию для обучения у Бернардино Бальди и Аннибале Карраччи, манере которых он подражал больше всего. Некоторое время в 1609 г. работал с Гвидо Рени в Риме. Имеются сведения о его пребывании в Венеции в 1612—1613 гг. Вплоть до смерти Лодовико Карраччи он был его первым ассистентом, а также занимал должности в Академии Карраччи. В 1630 году умерли его жена и дети от чумы.
В течение всей своей художественной карьеры Каведоне постоянно колебался между различными стилями и рисовал работы до такой степени неравные по художественному достоинству, что к концу жизни лишился заказчиков и умер в крайней нищете в 1660 году. Лучшие из его произведений, отличающиеся добросовестной выработкой рисунка, вкусом и лёгкостью исполнения: «Явление Мадонны», «Мученичество святого Петра» (в Болонской пинакотеке); «Явление Христа» (в Болонье), фрески в церкви Санкт-Микеле-ин-Боско в Болонье.
Среди его учеников были Джованни Андреа Сирани, Джованни Баттиста Кавацца, Оттавио Корради и Фламинио Торре.